# Jairo Rui Matos da Silva
Jairo Rui Matos da Silva (* 3. Juli 1929 in Castro Alves, Bahia, Brasilien; † 12. Januar 2007 in Salvador da Bahia, Brasilien) war ein römisch-katholischer Geistlicher und Bischof von Bonfim.

## Leben
Jairo Rui Matos da Silva empfing am 8. Dezember 1954 die Priesterweihe.
Am 11. Januar 1974 ernannte ihn Papst Paul VI. in Nachfolge von Antônio de Mendonça Monteiro zum Bischof von Bonfim. Die Bischofsweihe spendete ihm der Altbischof von Amargosa, Floréncio Cicinho Vieira, am 5. Mai desselben Jahres. Mitkonsekratoren waren der Bischof von Amargosa, Alair Vilar Fernandes de Melo, und der Bischof von Vitória da Conquista, Climério Almeida de Andrade.
Am 26. Juli 2006 nahm Papst Benedikt XVI. seinen altersbedingten Rücktritt an; sein Nachfolger ist Francisco Canindé Palhano.